# Pamet-Filmtheater

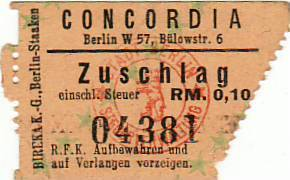
Eintrittskarte Concordia-Lichtspiele

Das Pamet-Filmtheater (vorher Theater Intimes, Concordia-Lichtspiele) war ein Kino in Berlin-Schöneberg von 1925 bis 1962. Es befand sich in der Bülowstraße 6 (jetzt Nr. 24), an der Ecke zur Potsdamer Straße, nahe dem U-Bahnhof Bülowstraße.

## Geschichte

### Intimes Theater 1910–1924
1910 eröffnete Franz Würffel ein kleines Intimes Theater im Seitenflügel des Hauses Bülowstraße 6.Im Sommer 1912 wurde das ‚Intime Theater‘ renoviert und am 4. August feierlich wiedereröffnet.
1913 wurde erstmals ein Lichtspieltheater an diesem Ort erwähnt, das möglicherweise im Wechsel mit Theatervorführungen stattfand.
Seit 1914 war A. Kühne Direktor, wahrscheinlich vor allem des Theaters. Zu 1917 und 1918 gibt es keine Angaben über einen Theaterbetrieb, es gab im Haus eine Pension und ein Café. Seit 1919 betrieb A. Kühne wieder das Intime Theater.
1921 übernahm Anton Herrnfeld vom Gebrüder-Herrnfeld-Theater die Spielstätte und führte dort eigene Programme auf. Das Theater hatte zu dieser Zeit 300 Plätze.

### Concordia-Lichtspiele 1925–1948
Seit 1925 gab es die Concordia-Lichtspiele, im Besitz von Joseph Gutkind. Es wurden zunächst noch Film und Bühne zusammen angeboten, mindestens bis 1927.
Seit 1935 war das Kino im Besitz von Fritz Kuske.
„Über Kassenhalle und großzügiges Foyer gelangte man in den langgestreckten Zuschauerraum mit Rang. Die bis dahin lediglich durch einfache Schriftzüge gekennzeichnete Theaterfassade erhielt 1936 durch Schaukästen und eine neue Lichtreklame eine zeitgemäße und stärker auf die Nutzung hinweisende Gestaltung.“
Seit 1938 gab es die Eigentümergemeinschaft Brandt & Deutsch, Fr. Kuske & H. Reinelt. Das Kino hatte zwischen 315 und 290 Plätze in den einzelnen Jahren.
Spätestens 1944 wurde der Vorführbetrieb eingestellt.
Auch nach dem Krieg führten die bisherigen Eigentümer das Kino weiter. Ein tragischer Vorfall ereignete sich im September [oder Oktober] 1948. Trotz baupolizeilicher Abnahme stürzte während einer Vorstellung die mit Bauschutt belastete Decke ein und erschlug 19 Menschen.

### Pamet Filmtheater 1949–1962
1949 eröffnete Paul A. Meiß nach den notwendigen Umbaumaßnahmen das Filmtheater Pamet. Geschäftsführerin wurde seine Frau Anny Meiß. Im Zuschauerraum nahm nun die geschwungene, um Pfeiler gelegte Wandverkleidung die Beleuchtungskörper auf und verlieh dem schlichten Raum Dynamik. Das Kino besaß etwa 368 Plätze und wurde an sieben Tagen der Woche mit jeweils drei Vorstellungen bespielt. Die Bühne hatte die Maße von 6 m × 2 m × 4 m.  1956 gab es einen erneuten Umbau, seitdem gab es Hochpolstersessel und zeitweise eine Spätvorstellung zusätzlich.

### Cinema-Tanzbar 1962–1964
1962 wurde eine Tanzbar eingerichtet, daneben wurden weiter Filme gezeigt.

### Liverpool Hoop 1964–1967
Seit 1964 wurden die Räumlichkeiten als Musikclub und „Tanzsalon der Jugend“ genutzt. Eigentümer war Dieter Behlinda, der Manager der Boots.

### Seit 2008
Seit 2008 befinden sich im ehemaligen Zuschauersaal und dem Vorführraum nach Sanierungsarbeiten zwei Restaurants.